# Museum Tuch + Technik Neumünster

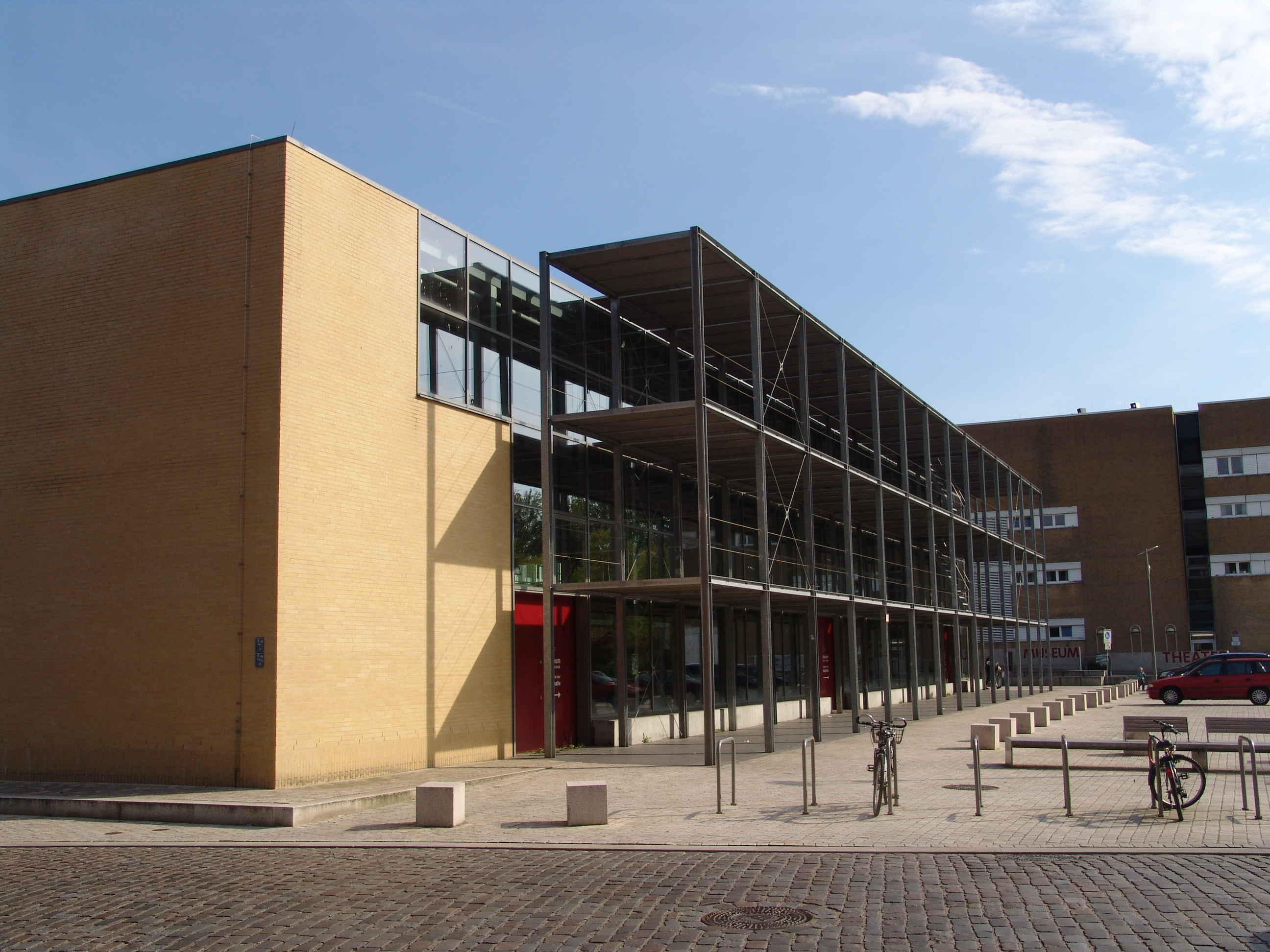
Das Museum Tuch + Technik am Kleinflecken in Neumünster (2021)

Das Museum Tuch + Technik zeigt die Geschichte des Tuchmacherhandwerks von der Eisenzeit bis heute und die der Stadt Neumünster in Schleswig-Holstein. Das von der Stiftung Museum, Kunst und Kultur der Stadt Neumünster getragene Museum wurde am 13. Oktober 2007 mit einer überarbeiteten Ausstellung in einem eigens errichteten Gebäude neu eröffnet.

## Ausstellung
Auf einer Fläche von fast 2.000 Quadratmetern werden die Grundprinzipien der Tuchherstellung von den Anfängen bis in die Gegenwart, die Geschichte Neumünsters und die enge Verknüpfung zwischen beidem anhand von mehr als 400 Exponaten dargestellt. Alle Fabriken in Neumünster waren Volltuchfabriken. Alle Arbeitsschritte, von der geschorenen, gewaschenen Wolle bis zum fertigen Tuch fanden an einem Ort statt. Die Arbeitsbedingungen waren durch Lärm, Staub und eintönige Tätigkeiten ungünstig. Die ausgestellten Originalmaschinen, darunter einige industrielle Großmaschinen, sind funktionstüchtig und können zu bestimmten Anlässen in Aktion gezeigt werden. Das Museum bietet ein umfangreiches museumspädagogisches Angebot mit unterschiedlichen Aktivprogrammen und Experimentier- und Lernstationen.

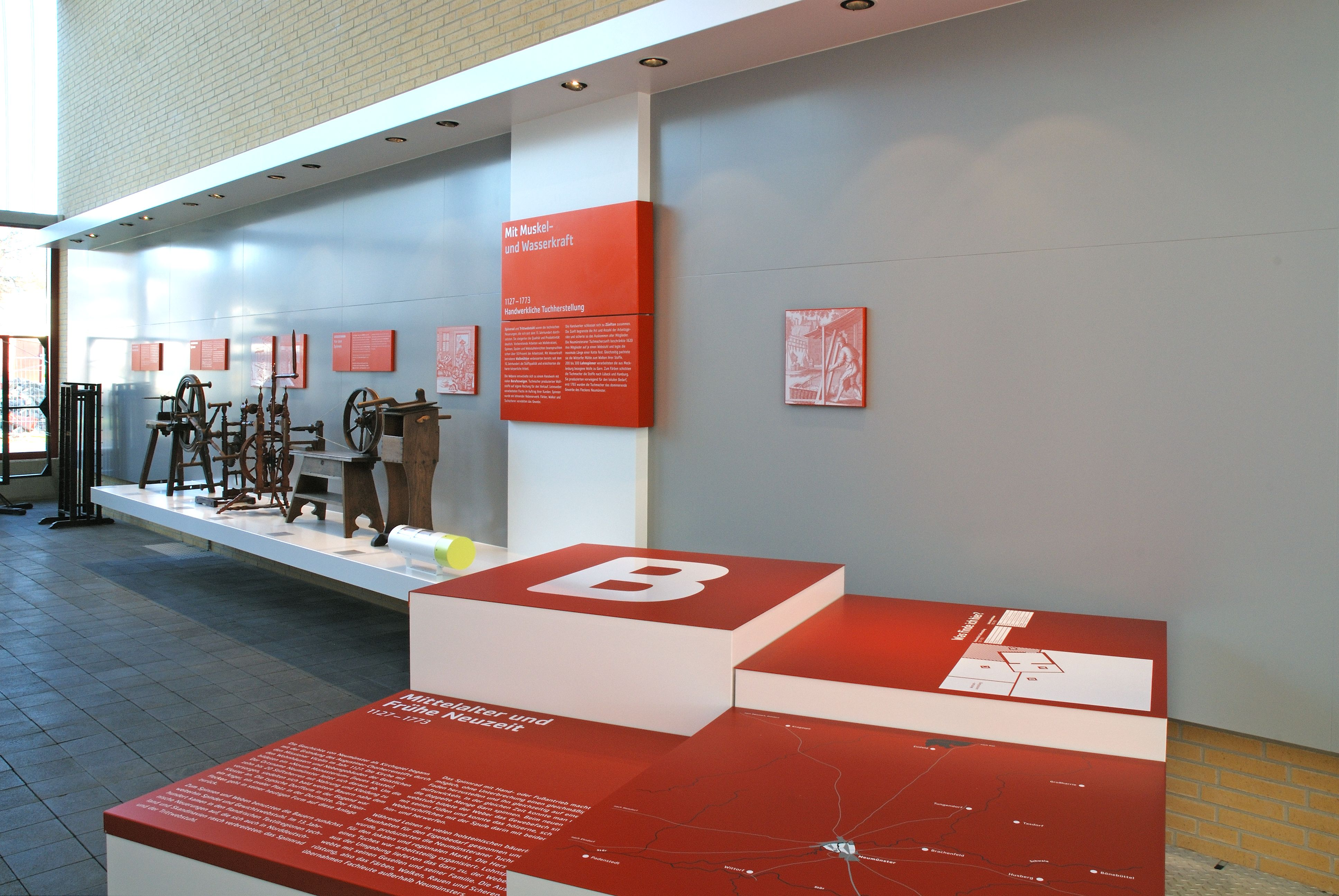
Handwerkliche Tuchherstellung
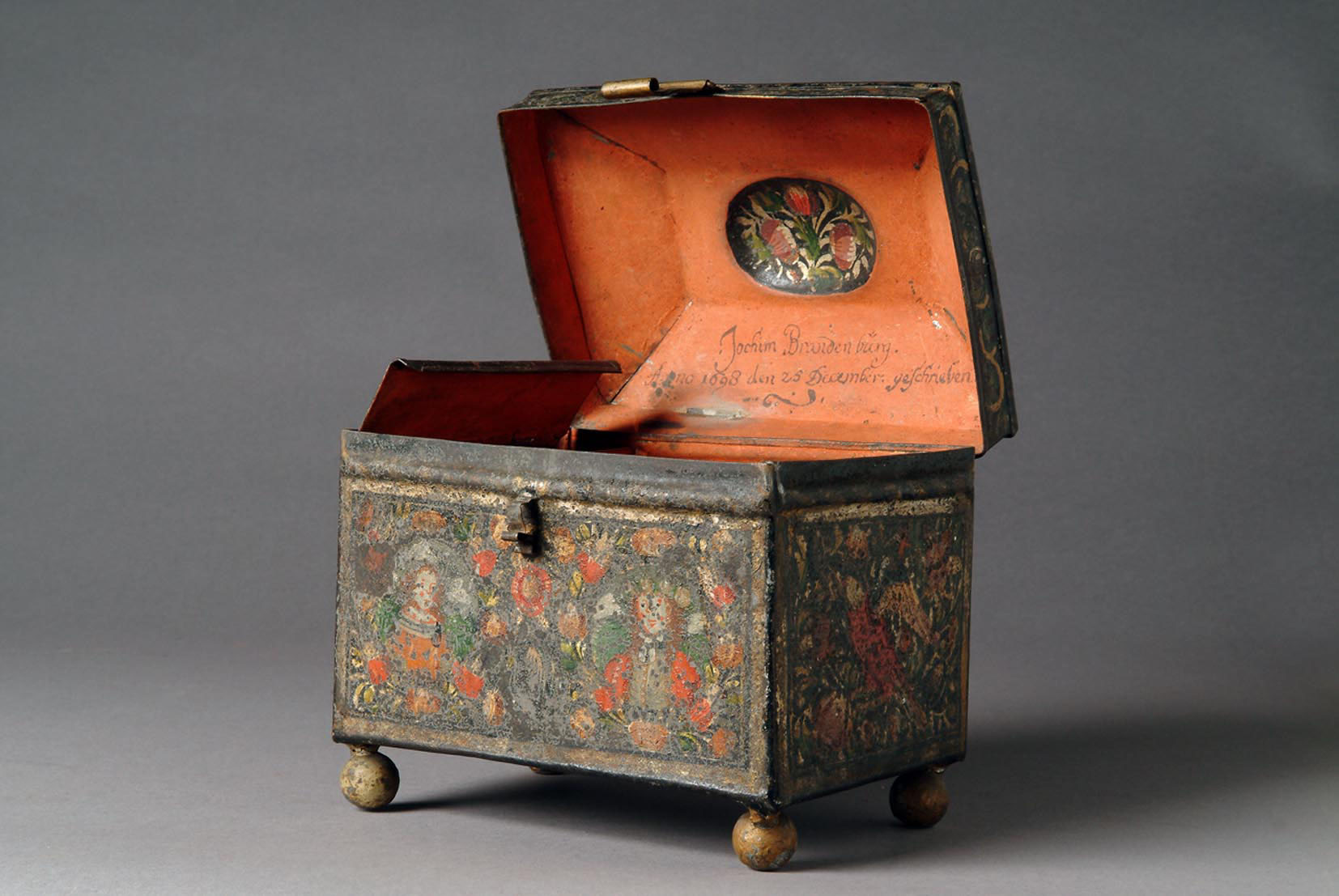
Brautlade
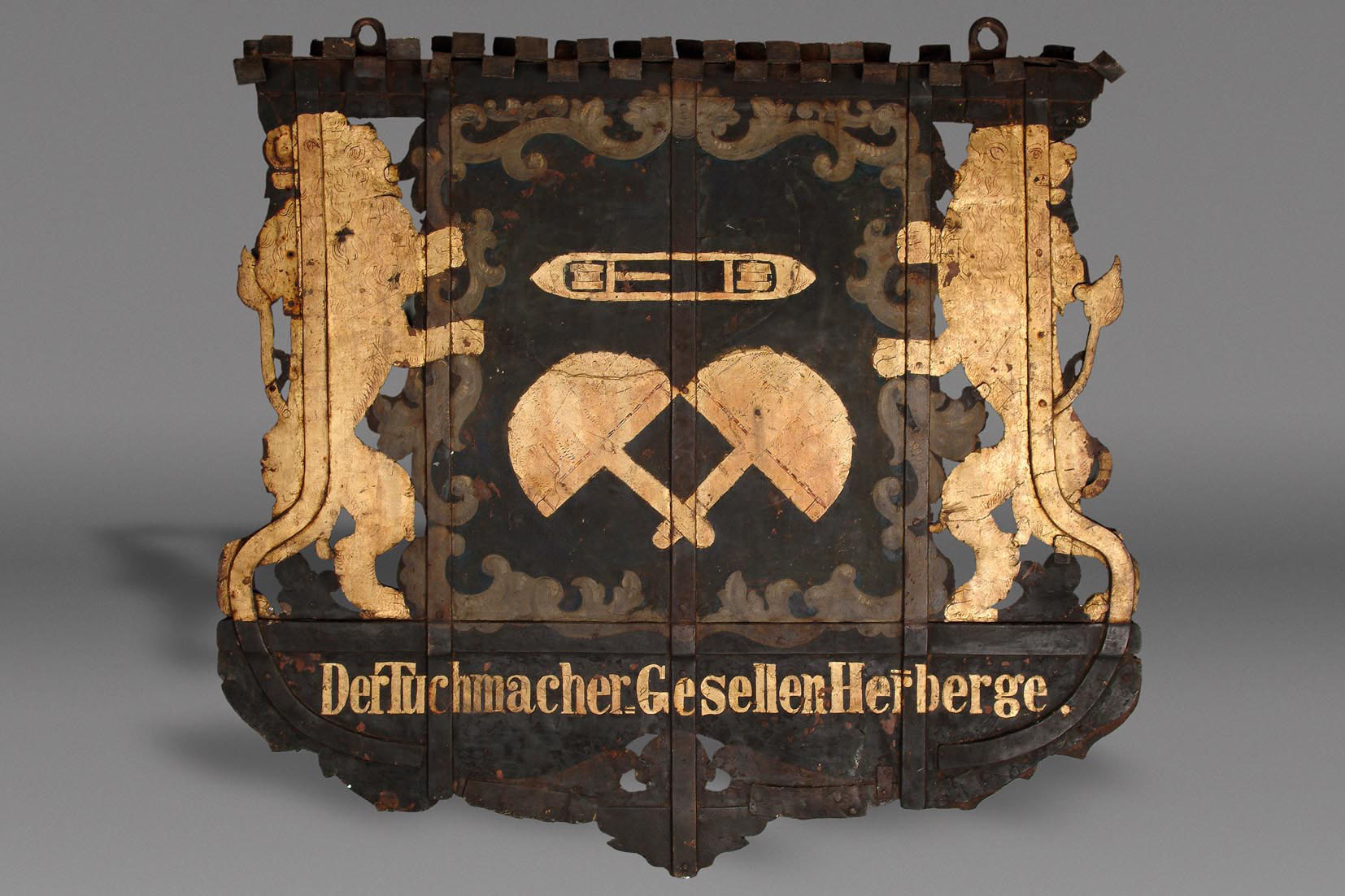
Herbergsschild
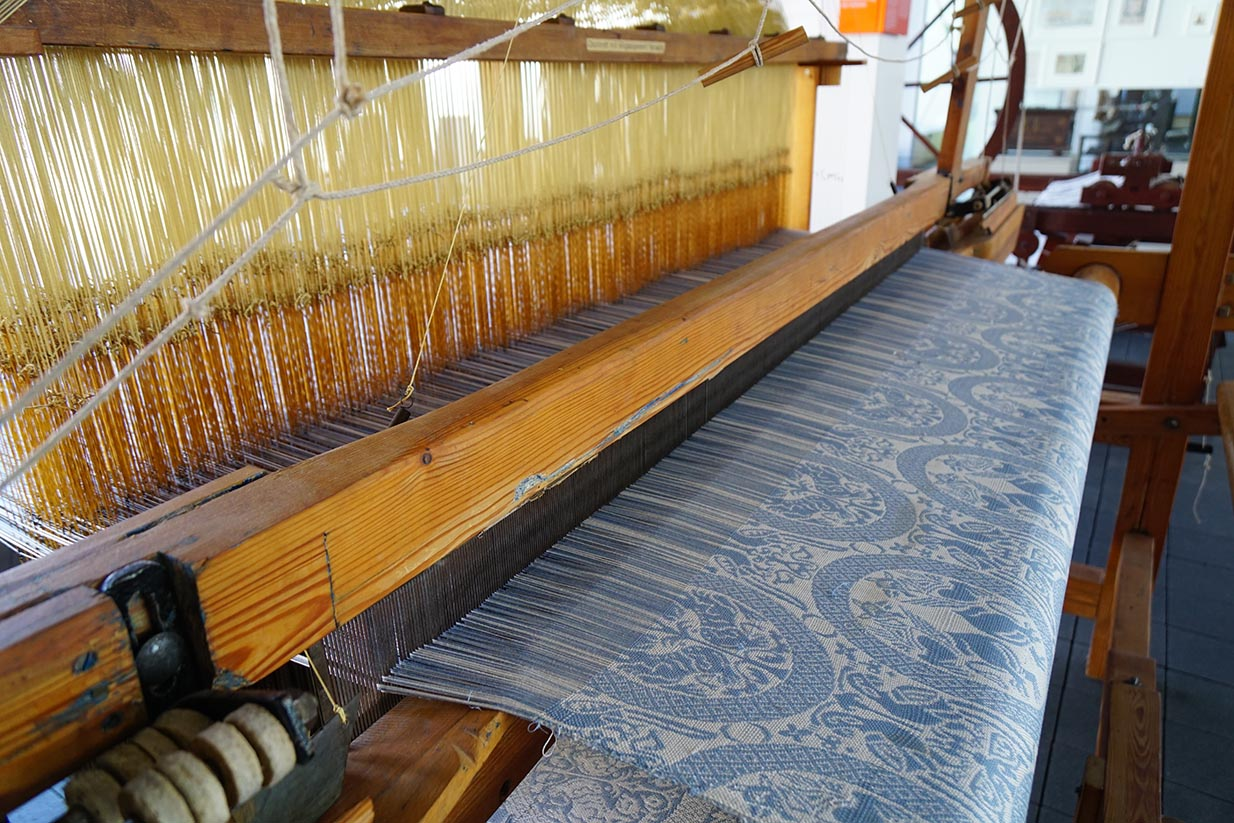
Jacquard-Webstuhl
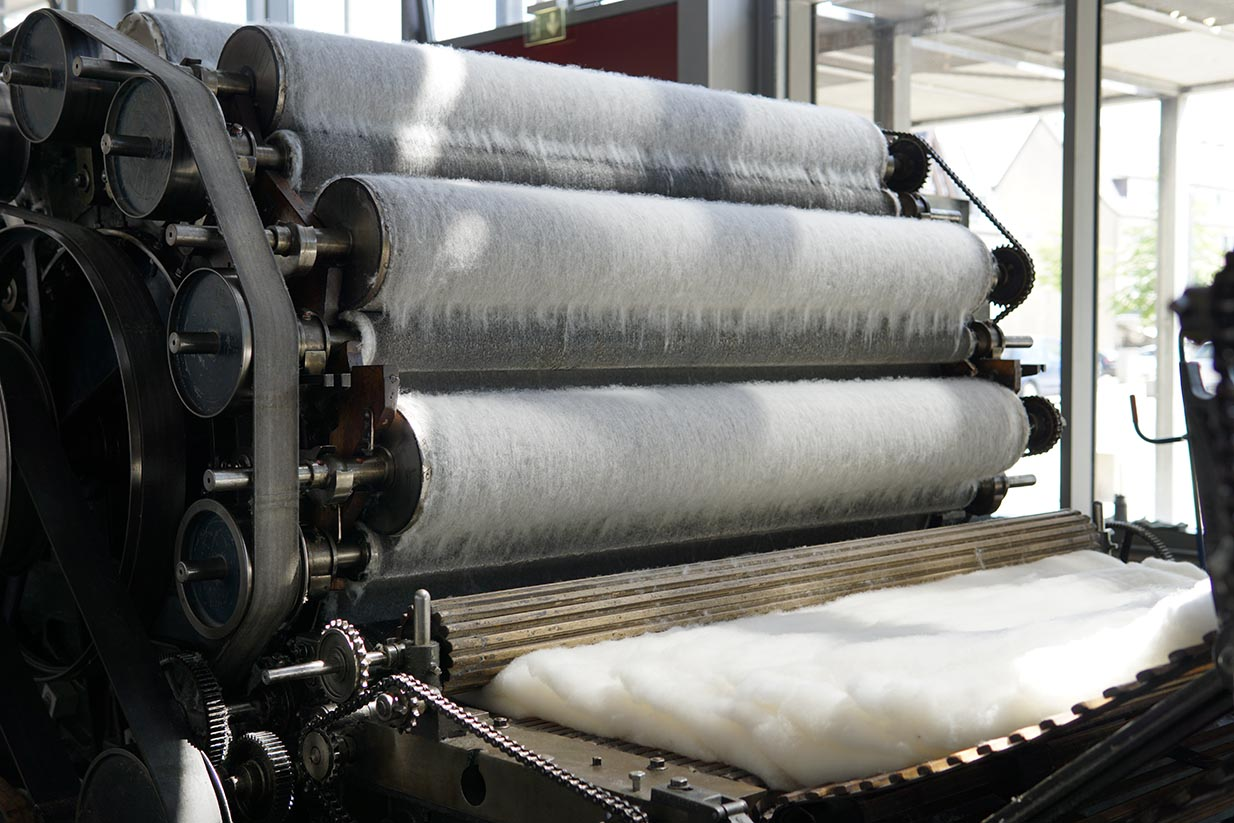
Krempelsatz
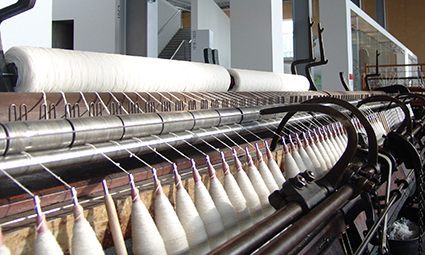
Selfaktor
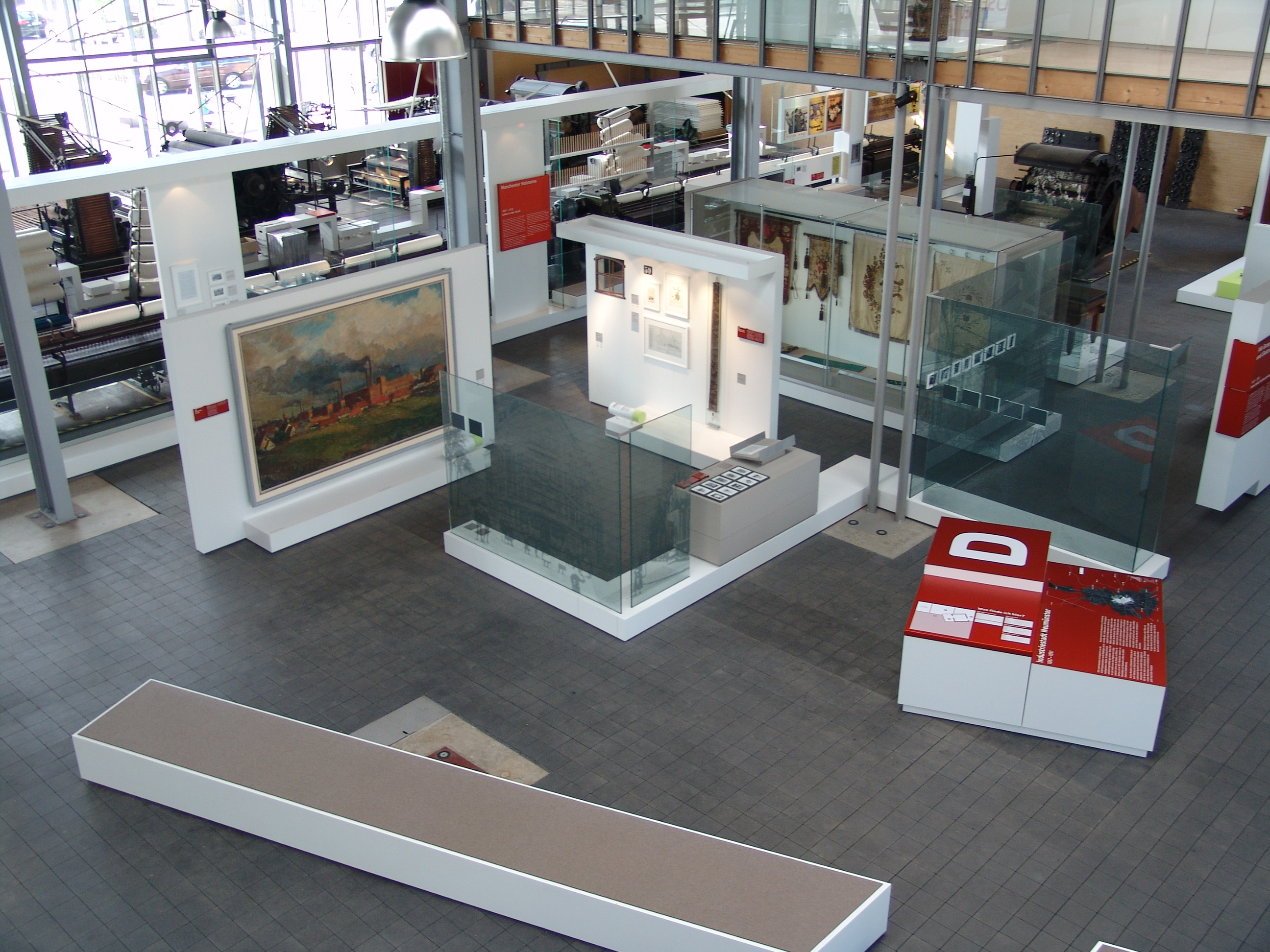
Blick in die Dauerausstellung
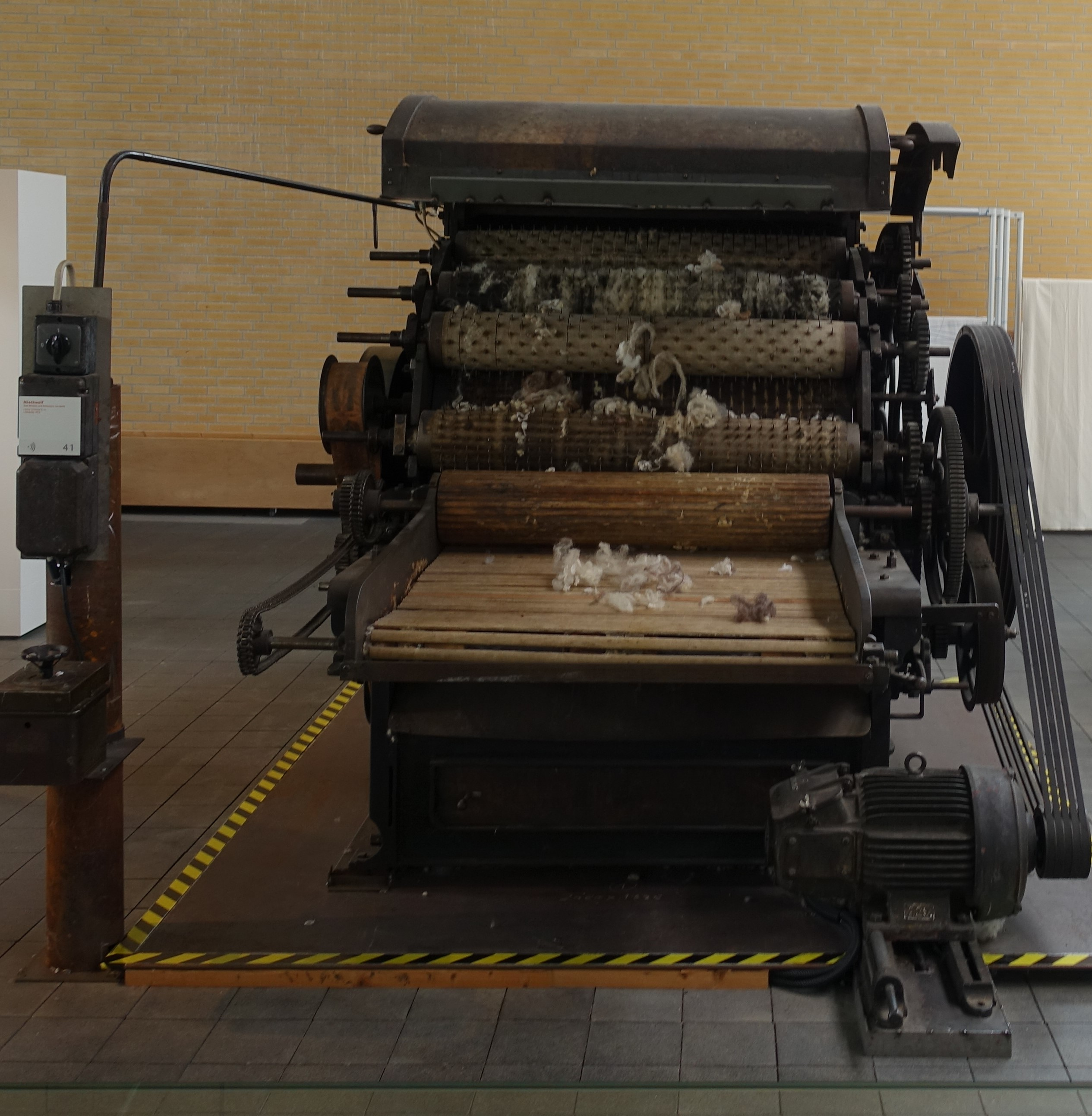
Mischwolf (1914) zum Mischen von Wolle
Textilmaschinenstraße (Nitschelwerk)

## Geschichte
Ein Vorläufer des Museums wurde im Jahr 1914 als Städtisches Museum gegründet. Die Sammlung bestand zunächst aus der ein Jahr zuvor von Prof. Max Kirmis angekauften Privatsammlung. Die etwa 600 Objekte umfassende Sammlung bestand aus Prunkbändern, Trachtenschmuck, Hausrat, Silbergegenständen und archäologischen Funden aus der Stein- und Bronzezeit. Zunächst wurde die Sammlung in zwei Klassenzimmern und den Fluren der Schule an der Holstenstraße untergebracht. Kirmis wurde zum Leiter des Museums berufen, der die Sammlung in den Folgejahren durch weitere, zum Teil landesweite, Ankäufe von Antiquitäten erweiterte. 1915 wurde das Museum in die Trägerschaft der Stadt überführt, wurde aber auch weiterhin durch private Spenden unterstützt. Nach dem Tode Kirmis’ wurde im November 1926 Karl Schlabow zum Leiter des Museums berufen, der nach dem Willen der Stadtverordneten und des Museumspflegers der Provinz Schleswig-Holstein Otto Lehmann eine Ausrichtung mit den Schwerpunkten als Heimatkunde- und Industriemuseum ausbaute. Für den weiteren Aufbau der textiltechnischen Abteilung wurden zahlreiche historische Webgeräte aufgekauft, und die stark wachsende Sammlung musste an verschiedene Standorte, wie zum Beispiel einige Kellerräume eines Krankenhauses, ausgelagert werden. Ebenfalls 1928 beauftragte Gustav Schwantes vom Kieler Museum vorgeschichtlicher Altertümer Schlabow, die in den Beständen seines Museums liegenden eisenzeitlichen Textilfunde wissenschaftlich zu bearbeiten und für eine museale Präsentation aufzubereiten, mit der Folge, dass sich das Museum in Neumünster verstärkt auf die Textilarchäologie spezialisierte. 1933 wurde die Sammlung in das ehemalige Amtshaus im Haart in der Caspar-von-Saldern-Straße überführt. Aufgrund der textilarchäologischen Forschungsergebnisse wurden zahlreiche Textilfunde in den Museumswerkstätten auf Gewichtswebstühlen fadengenau nachgearbeitet und rekonstruiert, die 1938 in dem neu geschaffenen Museum Germanischer Trachtenkunde auf der Neumünsteraner Klosterinsel ausgegliedert wurden. Ab 1940 stellte das Museum seine Arbeit kriegsbedingt nahezu vollständig ein. Das Museumsgebäude und große Teile der Bestände wurden 1944 bei alliierten Bombenangriffen zerstört oder gingen durch anschließende Plünderungen verloren, darunter auch große Teile der bedeutenden Sammlung an Originalfunden und nachgewebten Textilien.
1947 kam es zum Wiederaufbau des Museums unter der Leitung von Karl Schlabow. Die noch vorhandenen und beschädigten Webgeräte wurden instand gesetzt und die zerstörten Textilrekonstruktionen wurden durch Willi Schramm und weitere Mitarbeiter in Räumen der Villa Simons in der Gartenallee erneut nachgewebt. Die erste Ausstellung erfolgte 1953 zur Eröffnung der Textilfach- und -ingenieurschule (heute Theodor-Litt-Schule) in der Parkstraße. Zwar gibt es dort in Neumünster seit der Auflösung der Textilfachschule 1978 keine Hochschule mehr, doch an den guten Ruf der Fachschule und die Qualität ihrer Ausbildung erinnern (bis heute) zwei Studentenverbindungen: die Technische Verbindung Lanificaria und die Burschenschaft Suebia. Bei einer zweiten Ausstellung 1954 konnten die Exponate in Nebenräumen der Holstenhallen der Öffentlichkeit präsentiert werden. Es folgten weitere intensive Forschungs- und Konservierungsarbeiten an archäologischen Textilfunden aus der Urzeit bis in die frühe Neuzeit und es wurden nahezu alle damals bekannten  Kleidungsstücke der Eisenzeit im Museum rekonstruiert. 1957 gründete sich der Förderverein Textilmuseum Neumünster e. V., der vor allem in den 1980er Jahren die Sammlung um zahlreiche Textilmaschinen erweiterte. 1962 zog die Sammlung als Textilmuseum Neumünster in die großzügigen Räume des Grausauschen Tuchhauses in der Parkstraße 17.
1963 übernahm der Textilingenieur Klaus Tidow die Leitung des Museums. Die Ausrichtung des Museums hin zu einem Textil- und Industriemuseum wurde ständig neu diskutiert und angepasst, und die Ausstellung wurde durch betriebsfähige Originalmaschinen und, wo es diese nicht gab, durch originalgetreue Nachbauten ergänzt. Im Jahre 1985 erfolgte eine Satzungsänderung des Fördervereins dahingehend, die Industriegeschichte Neumünsters im Museum stärker in den Vordergrund zu rücken. Im Jahre 2000 beschloss die Stadtverwaltung, die Sammlung und den Förderverein des Museums in eine neu zu gründende Stiftung zu überführen, und es begannen Planungen für den Neubau des Museums am Kleinflecken im Zentrum Neumünsters. 2002 wurde das alte Textilmuseum geschlossen. 2004 wurde von der Stadt Neumünster und dem Förderverein neues Textilmuseum die Stiftung Museum, Kunst und Kultur der Stadt Neumünster als Träger des Museums gegründet. 2010/2011 wurde das Gebäude des alten Textilmuseums abgerissen und auf diesem Grundstück eine Psychiatrische Tagesklinik neu erbaut, die seit 2012 tätig ist.
Am 13. Oktober 2007 wurde das Museum Tuch + Technik im neuen Gebäude am Kleinflecken eröffnet. Die Ausstellung zeigt parallel die Geschichte der Stadt und die Entwicklung des Tuchmacherhandwerks – von der Eisenzeit bis heute. Mit diesem Konzept ist es einzigartig in Deutschland.
Besonders eindrucksvoll sind die Exponate aus der Zeit der industriellen Tuchherstellung: imposante Maschinen zur Verarbeitung der Rohwolle und zum Spinnen des Garns. Über 20 Meter lang und mehr als drei Meter hoch ist zum Beispiel der Krempelsatz, mit dem die Wollflocken zu lockerem Vorgarn verarbeitet werden. Der Beginn der Zeitreise liegt jedoch etwa 2000 Jahre früher, als die Menschen in der Region bereits Gewebe mit Gewichtswebstühlen herstellten. Der Zweimannwebstuhl, der Bauernwebstuhl und vor allem der mit Lochkarten gesteuerte Nachbau eines Jacquard-Webstuhls zeigen die Entwicklung des Handwerks vom Mittelalter bis zur Frühindustrialisierung. Die im Laufe der Jahrhunderte folgenden technischen Neuerungen im Bereich des Webens und Spinnens werden neben dem eingangs erwähnten Krempelsatz auch am Selfaktor, der die Arbeit von fast 300 Spinnerinnen erledigen konnte, an der Zwirnmaschine oder den elektrisch betriebenen Webstühlen deutlich. Auf den alten industriellen Webstühlen und auf zahlreichen Handwebstühlen entstehen Produkte für den Museumsladen: Schals, Geschirrtücher oder flauschige Plaids.
Eng verwoben mit der Geschichte der Textilherstellung zeigt das Museum Tuch + Technik die Geschichte Neumünsters, das sich vom armen Geestdorf zum größten Industriestandort der Region entwickelte. Arbeitsbedingungen und Wohnsituation, Vereine und Feste: Originalobjekte geben Einblick in das Leben vor Ort.

## Bedeutung
Das Museum Tuch + Technik ist das einzige in Schleswig-Holstein, das die Textilgeschichte und die damit verbundene Industriegeschichte am Beispiel Neumünsters lebendig vermittelt. Das Museum versteht sich als Teil des kulturellen Gedächtnisses der Stadt Neumünster. Es leistet einen Beitrag zur Bewahrung und Sammlung historischer Objekte der Stadt. Das Museum ist eine Bildungseinrichtung, die das historische Erbe der Stadt vermitteln, aber mit seinem vielfältigen Programm auch Denkanstöße für Gegenwart und Zukunft geben will. Mit seinem breiten Angebot an Vermittlungsangeboten ist es heute ein bedeutender außerschulischer Lernort.
Das frühere Textilmuseum wurde überregional bekannt durch seine umfangreichen Studien zu historischen Textilfunden aus Mooren, Gräbern, Siedlungs- und Latrinengrabungen, sowie durch zahlreiche Publikationen zur Textilarchäologie in Europa. Das Museum erwarb sich besonders unter Karl Schlabow und Klaus Tidow international eine hohe Anerkennung und gehörte zu den wichtigsten Instituten auf dem Forschungsgebiet der Textilarchäologie. Es baute umfangreiche Sammlungen historischer Textilfunde auf, die zum großen Teil in den Bestand des Archäologischen Landesmuseums Schloss Gottorf in Schleswig übergingen. 1981 wurde am Textilmuseum Neumünster das Nordeuropäische Symposium für Archäologische Textilien ins Leben gerufen, das dem internationalen Erfahrungsaustausch von Textilarchäologen dient.

## Leiter
- Max Kirmis: 1914–1926 (Städtisches Museum)
- Karl Schlabow: 1926–1963 (Städtisches Museum, Museum Germanischer Trachtenkunde)
- Rudolf Ullemeyer: 1963–1976 (Textilmuseum)
- Klaus Tidow: 1976–2002 (Textilmuseum)
- Sabine Vogel: 2005–2009 (Museum Tuch + Technik)
- Karin Ruhmöller (kommissarisch): 2009–2010 (Museum Tuch + Technik)
- Astrid Frevert: seit 2010 (Museum Tuch + Technik)